# Centese Calcio
L'Associazione Sportiva Dilettantistica Centese Calcio, meglio nota come Centese, è la principale squadra di calcio di Cento, in provincia di Ferrara. A seguito della radiazione della Us Centese, nel 2016 un gruppo formato da 22 soci (tutti centesi) ha voluto ripartire dalla Terza Categoria Ferrarese, cercando di ridare entusiasmo e nuova linfa al mondo del calcio locale. Subito promossa, la Centese Calcio ha disputato nel 2017-18 il campionato di Seconda Categoria, girone di Ferrara.
Dal 14 giugno 2018 è stata riacquisita la storica ragione sociale di Centese Calcio, in seguito alla fusione per incorporazione della società Sporting Centese ASD, società attiva nella gestione della scuola calcio.
Dopo aver vinto i play-off di Seconda Categoria, la Centese Calcio è stata ammessa al campionato di Prima Categoria Emilia-Romagna per la stagione 2018-2019.
, concluso con il raggiungimento del 5 posto.
L'annata 2019-20 si è conclusa anticipatamente per le cause legate al COVID-19.
Prima dello stop forzato, la squadra si trovava in seconda posizione ed aveva raggiunto la semifinale di Coppa Emilia.
Il 24 agosto 2020 è stato ufficializzato il ripescaggio in promozione.
Al termine della stagione 2021-2022, conclusa con la sconfitta ai play out nei confronti dell'Atletico SPM, la Centese viene retrocessa in prima categoria.
Nella stagione 2022-2023 si classifica prima a pari merito, ma perde lo spareggio ai calci di rigore contro il consandolo calcio. Anche nei successivi play off esce in semifinale ai calci di rigore, battuta dallo united Carpi.
nel campionato 2023-2024 disputa il campionato di prima categoria girone F. La stagione 2023-2024 si rivela trionfale. la centese vince il campionato di prima categoria con tre giornate di anticipo, con la miglior difesa,il miglior attacco, il capocannoniere (pirreca) con 21 reti e la coppa disciplina. Anche la juniores regionale U19 vince il proprio campionato e viene promossa nel campionato Elite. Nella stagione 2024-2025 la centese disputerà il campionato di Promozione.

## Storia
Si dice che sia stata fondata nel 1913, ma mancano riscontri documentali a questa notizia. Quello che si sa per certo è che la prima società centese affiliata alla federcalcio fu lo Sport Juventus nel 1920 e che la prima società a disputare un campionato ufficiale fu il Cento F. C. che si iscrisse alla Quarta Divisione nel 1924-1925 ed ottenne subito la promozione in Terza Divisione.
Nella stagione 1926-1927 prese parte alla seconda edizione della Coppa Italia (mai portata a termine per mancanza di date disponibili) affrontando al primo turno nientemeno che la Juventus: i centesi vennero travolti in casa per 15-0 dalla Vecchia Signora, ma l'evento restò scolpito per sempre nella memoria degli sportivi locali.
Nel dopoguerra, col nome di Società Polisportiva Centese, prese parte al campionato di Serie C e nel 1946-1947 vinse sia il girone eliminatorio sia quello di finale ottenendo una storica promozione in Serie B. Allenatore di quella squadra era il magiaro Lelovich e capocannoniere fu l'ex mezzala del Bologna Dante Nardi. Giocava in quella squadra anche il giovane Giovan Battista Fabbri che fece poi carriera sia come giocatore che allenatore in Serie A. In cadetteria la Centese rimase solo una stagione: arrivò ultima e retrocedette di nuovo in Serie C.

La Centese di Gian Piero Ventura della stagione 1988-1989

Sotto il peso dei debiti contratti nella troppo onerosa cadetteria, la società andò in crisi e retrocedette subito in Promozione dove, per sopportare i costi, fu costretta a cambiare nome accettando la sponsorizzazone del Pastificio Barbieri. Questi sforzi non bastarono ad evitare il collasso finanziario e, sotto la regia del presidente Augusto Malagodi, la squadra fu rifondata come Centese nel campionato emiliano di Prima Divisione 1950-1951, per poi sospendere l'attività dopo due anni. Alla ripresa nel 1956-1957, con un titolo sportivo ormai azzerato, non riuscì ad evitare di scivolare presto in Terza Categoria.
Nel 1972 un gruppo di appassionati centesi, decisi a risollevare le sorti della squadra, rilevarono la società che ripartì proprio dalla Terza Categoria e nel giro di una decina d'anni raggiunse la Serie C2. Per tre anni la Centese giocò il campionato di Serie C1, tra il 1986 e il 1989.
Dopo tredici campionati fra i semiprofessionisti, iniziò un nuovo declino, che portò alla scomparsa della società al termine della stagione 2006-2007.
Nel 2008 è stata fondata una nuova società denominata U.S. Centese A.S.D. 1986, nata come continuazione dell'U.S. Atletic Cento A.S.D. Al termine della stagione 2012-2013 vince la Coppa Italia di categoria, ottenendo così la promozione in Eccellenza Emilia-Romagna per la stagione successiva.
Sono seguite poi 2 retrocessioni consecutive, sino alla Prima Categoria. 
La società US Centese è stata radiata dalla FIGC nel 2016.
Nello stesso anno è stata rifondata, con il nome di Centese 1913, da un gruppo di 22 centesi, 
partendo dal gradino più basso, ovvero la Terza Categoria. Subito promossa grazie allo spareggio contro l'Ariano Estense al termine della stagione, nel 2017-2018 disputa il campionato di Seconda Categoria girone di Ferrara.
La stagione, conclusa al 4º posto, ha permesso l'accesso ai play-off, poi vinti nella finalissima contro il Quartesana, con il risultato di 3-0 (tripletta di Marco Cavalieri).
Per la stagione 2018-2019 la Centese Calcio è stata ammessa al girone F di Prima Categoria Emilia-Romagna, campionato concluso con il raggiungimento del 5 posto, sfiorando per un solo punto l'accesso ai play off.
Il campionato 2019-2020 si e' concluso anticipatamente per le cause legate al covid 19.
La Centese era seconda in classifica ed aveva raggiunto le semifinali di Coppa Emilia. 
In agosto 2020 è stato ufficializzato il ripescaggio in Promozione.
Dopo una stagione di stop causa covid 19, al termine del campionato 2021-2022 la Centese e' retrocessa in prima categoria.

## Palmarès

### Competizioni interregionali
- Serie C: 1

1946-1947 (girone A)
- Serie C2: 1

1985-1986 (girone B)
- Campionato Interregionale: 1

1982-1983 (girone D)

### Competizioni regionali
- Promozione: 1

1979-1980 (girone B)